# Zagorje (wołost Pożeriewickaja, w pobliżu wsi Goruszka)
Zagorje (ros. Загорье) – wieś (ros. деревня, trb. dieriewnia) w zachodniej Rosji, w wołoscie Pożeriewickaja (osiedle wiejskie) rejonu diedowiczskiego w obwodzie pskowskim.

## Geografia
Miejscowość położona jest w pobliżu jezior Gorodnowskoje i Iwańkowskoje, 5 km od dieriewni Goruszka, 12 km od centrum administracyjnego osiedla wiejskiego (Pożeriewicy), 18 km od centrum administracyjnego rejonu (Diedowiczi), 84 km od stolicy obwodu (Psków).

## Demografia
W 2010 r. miejscowość zamieszkiwało 20 osób.